# IV. bojna skupina (Slovensko domobranstvo)
IV. bojna skupina je bila bojna skupina (v moči bataljona), ki je delovala v sestavi Slovenskega domobranstva med drugo svetovno vojno.

## Zgodovina
Bojna skupina je bila ustanovljena decembra 1943 in bila februarja 1944 razpuščena. Zadolžena je bila za varovanje železniške proge Vrhnika-Rakek in bližnjih naselij.

## Poveljstvo
Poveljniki
- stotnik Vincenc Fortuna
- major Friderik Lehman

## Sestava
- štab
- 41. četa
- 42. četa
- 43. četa
- 44. četa
- 45. četa